# Christof Ritter
Christof Ritter (* 18. Januar 1981 in Grabs, Schweiz) ist ein liechtensteinischer Fussballspieler und spielt in der Abwehr.
Bis zum 30. Juni 2011 stand er beim FC Vaduz unter Vertrag, wurde allerdings im Februar 2011 frühzeitig freigestellt. Ritter absolvierte bisher 42 Länderspiele für die Liechtensteinische Fussballnationalmannschaft.